# Durumrulle
En durumrulle (også kaldt rullekebab) er en slags fastfood. Det er en slags madpandekager, der kan være kebab, salat og dressing i, men også kylling. Man kan selv vælge imellem tingene.

## Etymologi
Navnet er sammensat at det tyrkiske ord dürüm, der betyder rulle og det danske ord rulle.